# Nut (Technik)

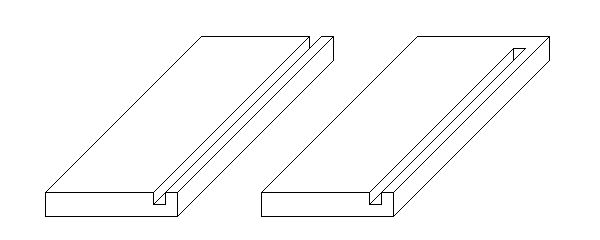
Eine durchlaufende und eine an einem Ende abgesetzte Nut

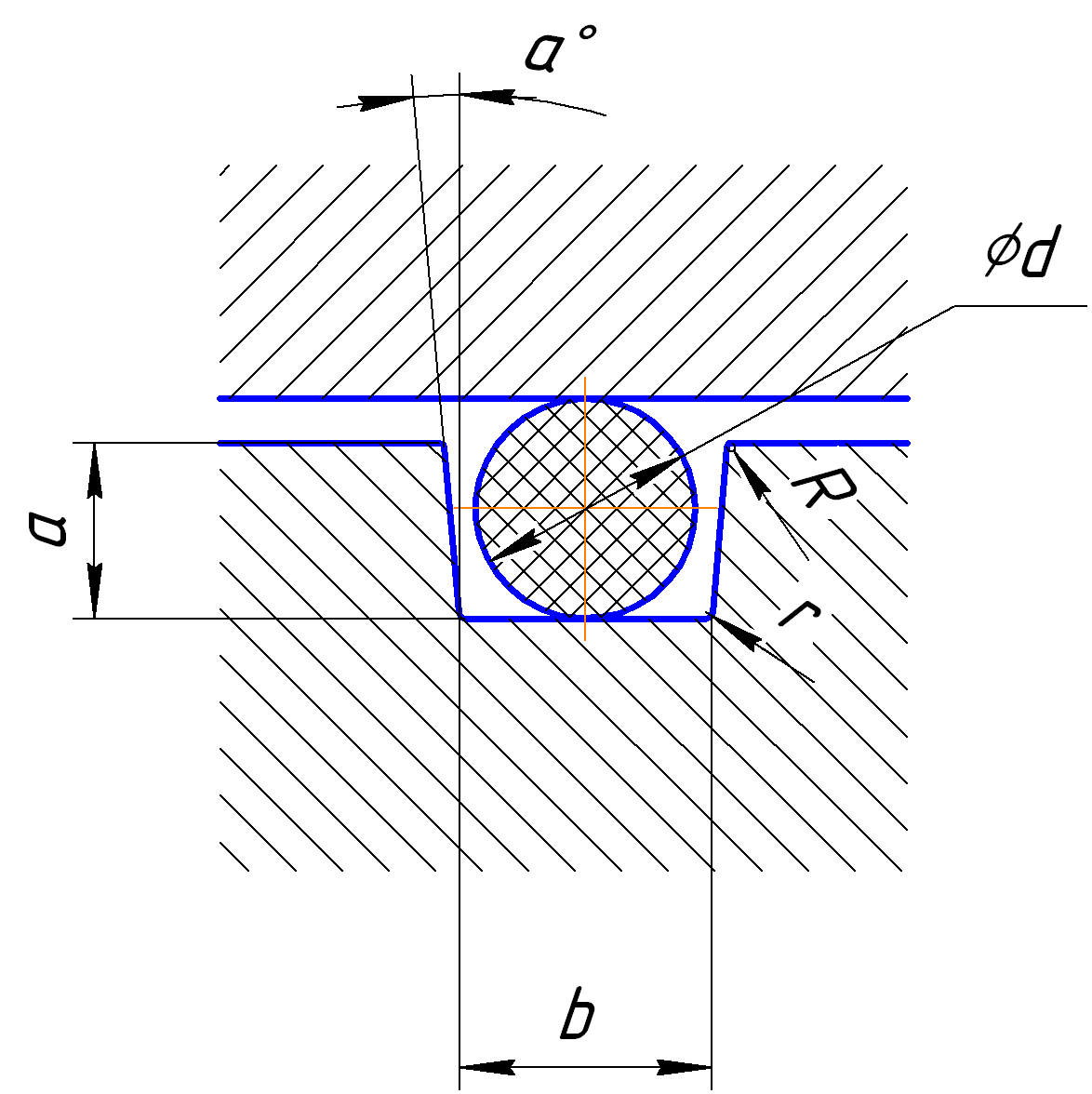
Querschnitt mit in einer Nut liegender Dichtung

Nut (auch Nute; Plural wie Verb Nuten) ist ein in technischer Fachsprache gebrauchter Begriff für längliche Vertiefungen in Werkstoffen.

## Wortherkunft
Nut ist ein aus der Holzverarbeitung stammendes mittelhochdeutsches Wort. In die Metallverarbeitung fand es erst später Eingang.

## Funktionsweisen und Herstellung
Nuten dienen dazu, längliche Bauelemente zu fixieren (als formschlüssige Verbindungen), zu führen oder zu versenken. In anderen Fällen wird durch die Materialentnahme Platz geschaffen.
Die Nut kann von rechteckigem Querschnitt sein oder von Trapezform, mit nach außen geschrägter Wand oder als Schwalbenschwanz.
Hergestellt werden Nuten:
- spanend
  - mit der Fräse in zahlreichen Werkstoffen
  - mit Formstichmessern in der Dreherei
  - schleifend in einem Schritt oder nach dem Erzeugen von Trennfugen mit einem Meißel in Stein und verwandt reagierenden Materialien
  - stoßend oder hobelnd mit speziellen Werkzeugen in Holz, aber auch Metallen oder Kunststoffen
  - mit Sägen in Holzwerkstoffe und längs und quer zur Faserrichtung in Vollholz
  - bei Metallen auch ziehend mit einer Nutenziehmaschine
  - Räumen mit einer Räumnadel
- umformend
  - mit Walzpressen

In der händischen Bearbeitung von Vollholz ist der Unterschied zwischen Längsnut längs zur Holzfaser und Quernut entscheidend: Erstere kann gehobelt werden, zweitere nur gesägt. Beim Einsatz von Oberfräse oder Tischfräse ist die Unterscheidung aber belanglos. Spezielle Handwerkzeuge der Holzbearbeitung sind:
- Nuthobel
- Gratsäge und Grundhobel oder Beitel
- Nuteisen, einem speziellen Beitel, der Grund und Wand absticht ([-Profil)
- Dexel – auch hier gibt es spezielle Nutendexeln

## Verwendung
- im Maschinenbau
  - als Passfedernut DIN 6885 oder Keilnut DIN 6886;
  - als „Gegenstück“ zu Dichtungen, Klemmringen, Simmerringen und ähnlichem;
  - als Führungslager;
  - T-Nuten auf Spanntischen von Werkzeugmaschinen zum Fixieren von Werkstücken;
  - bei elektrischen Maschinen als Vorrichtung, in der stromdurchflossene Spulen liegen;
- als Holzverbindung geleimt oder lösbar
  - zur Längsverbindung mittels Spundung;
  - zur Längsverbindung mittels Nut-Feder-Verbindung;
  - zur vertikalen Verbindung mittels Gratung;
  - zur Aufnahme eines Einschüblings als Zarge;
  - zum Einsetzen des Bodens in Gefäßen usw. in der Fassbinderei;
- in der Druckweiterverarbeitung
  - Nutung beziehungsweise Nuten bedeutet in der Druckweiterverarbeitung das Heraustrennen eines Materialspans aus einem dicken Karton oder aus Pappe, um ein Biegen des Werkstoffes zu ermöglichen oder zu vereinfachen.